# بلادونا من الحزن
بلادونا من الحزن ((باليابانية: 哀 し み の ベ ラ ド ン ナ)، المعروف أيضًا باسم مأساة بلادونا أو ببساطة بلادونا) فيلم رسوم متحركة ياباني من إنتاج استوديو الرسوم المتحركة موشي برودكشن وتوزيعه نيبون هيرالد فيلمز. ويعد من أهم وأروع وأغرب الأفلام على الإطلاق . يشتهر بصوره المثيرة والعنيفة والمخدرة . شارك في أداء الأصوات الممثل تاتسويا ناكادي.

## القصة
زعيم إقطاعي شرير يغتصب فتاة قروية ليلة زفافها ويشرع في تدمير حياتها وحياة زوجها. بعد أن تم نفيها في النهاية من قريتها ، تعقد الفتاة اتفاقًا مع الشيطان لاكتساب القدرة السحرية والانتقام .

## الأصوات
- أيكو ناغاياما بصوت جين / بلادونا

- تاتسويا ناكادي بصوت الشيطان

- كاتسيوكي إيتو بصوت جين
- تاتسويا تاشيرو بصوت الساحر

## وصلات خارجية
- بلادونا من الحزن على موقع IMDb (الإنجليزية)
- بلادونا من الحزن على موقع ميتاكريتيك (الإنجليزية)
- بلادونا من الحزن على موقع روتن توميتوز (الإنجليزية)
- بلادونا من الحزن على موقع ألو سيني (الفرنسية)
- بلادونا من الحزن على موقع Turner Classic Movies (الإنجليزية)
- بلادونا من الحزن على موقع أول موفي (الإنجليزية)
- بلادونا من الحزن على موقع فيلمافينيتي (الإسبانية)
- بلادونا من الحزن على موقع قاعدة بيانات الفيلم (الإنجليزية)
- بلادونا من الحزن على موقع ليتربوكسد (الإنجليزية)
- بلادونا من الحزن على موقع كينوبويسك (الروسية)